# Changsha Datuopu Air Force Base
Changsha Datuopu Air Force Base är en flygbas i Kina. Den ligger i provinsen Hunan, i den södra delen av landet, omkring 14 kilometer söder om provinshuvudstaden Changsha.
Runt Changsha Datuopu Air Force Base är det tätbefolkat, med 982 invånare per kvadratkilometer. Närmaste större samhälle är Changsha, 14,7 km norr om Changsha Datuopu Air Force Base. Trakten runt Changsha Datuopu Air Force Base består till största delen av jordbruksmark.
Genomsnittlig årsnederbörd är 1 884 millimeter. Den regnigaste månaden är maj, med i genomsnitt 338 mm nederbörd, och den torraste är oktober, med 45 mm nederbörd.